# A Man's Man (film 1918)
A Man's Man è un film muto del 1918 diretto da Oscar Apfel.
Tratto da una storia seriale di Peter B. Kyne, pubblicata dal Red Book Magazine dall'agosto 1916 al febbraio 1917, il soggetto venne ripreso dallo stesso regista nel 1923, per un film intitolato sempre A Man's Man.

## Trama
Un giovane avventuriero, John Stuart Webster, si reca nel Centro America per cercarvi l'oro. Viene coinvolto in una rivoluzione e si trova a combattere al fianco di un vecchio amico, Billy Geary. Quando non sono impegnati nei combattimenti, i due si disputano i favori della bella señorita Dolores Ruey.

## Produzione
Il film fu il primo film prodotto dalla Paralta Plays Inc. sotto la supervisione di Robert Brunton. La produzione del film iniziò il 4 giugno 1917.

## Distribuzione
Il film uscì nelle sale cinematografiche statunitensi nel gennaio 1918, distribuito dalla W.W. Hodkinson.

### Date di uscita
IMDb
- USA	gennaio 1918
- Portogallo	15 luglio 1921

Alias
- Quebrada da Morte 	Portogallo